# الشبل 1

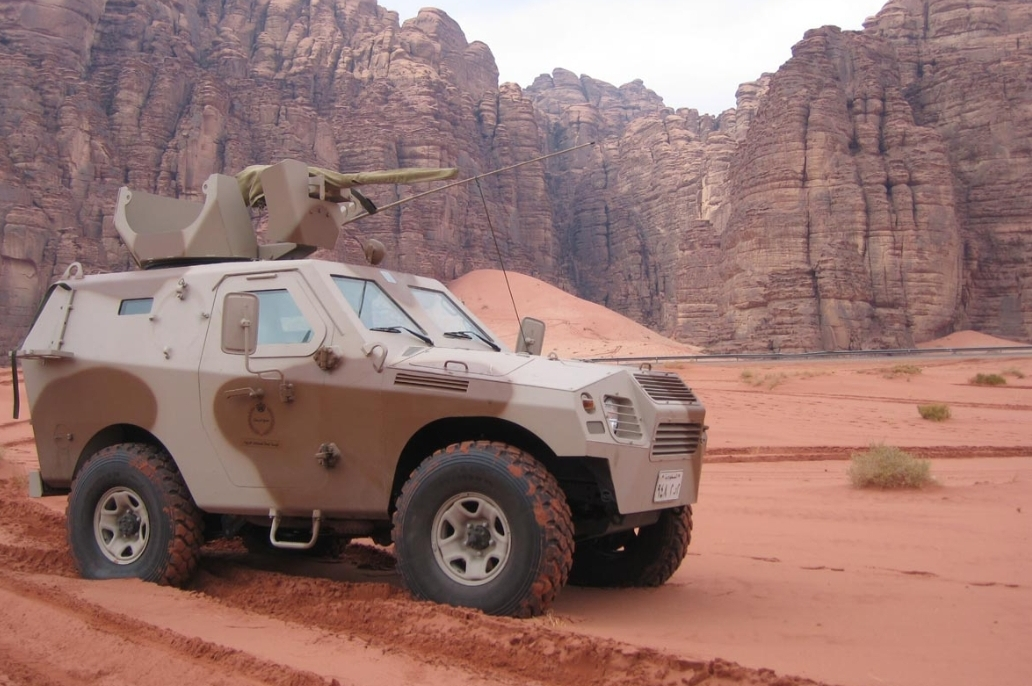
مدرعة الشبل 1

الشبل 1 عربة مدرعة خفيفة ذات دفع رباعي 4X4، يبلغ وزنها 3650 كيلو غرام. وبها محرك بقوة 221 حصان، تتميز بهيكل مدرع من الفولاذ الصلب يتميز بتصميم يوفر الحماية من كل الجهات من الأسلحة الخفيفة عيار من عيار 7.62 ملم مع زجاج مدرع. ومزودة بعجلات مقاومة للرصاص. ويمكنها ان تحقق سرعة قصوى تصل إلى 120 كيلو متر في الساعة. كما ألحق بسقف العربة حلقة علوية يمكن إضافة أسلحة متعددة عليها. وهي مزودة بأجهزة مطورة للاتصالات والملاحة ومزودة بمناظير رؤية ليلية.
وقد صنعت في السعودية.

## المواصفات الأساسية
هيكل مدرع مصنوع من الفولاذ عالي الصلابة ومصمم بطريقة فنية بحيث يوفر حماية من جميع الجوانب ضد الأسلحة الخفيفة عيار (7,62 ملم). مع زجاج مدرع يوفر مستوى الحماية نفسه.
• حلقة منصب مع منصب لأسلحة متعددة (7,62 ملم، 12,7 ملم، 40 ـ ملم).
• فتحات رماية في الجوانب والخلف.
| الطاقم               | 4-3 أفراد                 |
| الوزن الكلي          | 3650 كيلو غرام            |
| وزن التحميل          | 600 كيلو غرام             |
| السرعة القصوى        | 120 كلم / ساعة            |
| قوة المحرك           | 221 حصان                  |
| نسبة القوة إلى الوزن | 61 حصان/ طن               |
| عزم المحرك           | 387 نيوتن متر             |
| العجلات              | مزودة بمادة مقاومة للرصاص |

## الأبعاد
| الطول               | 3904 مم      |
| العرض               | 1760 مم      |
| الارتفاع بمنصب/بدون | 1860/2510 مم |
| المسافة بين المحاور | 2310 مم      |
| الخلوص الأرضي       | 328 مم       |

## مواصفات إضافية
مواصفات إضافية:
• قاذف قنابل دخانية.
• أجهزة اتصال، أجهزة ملاحة، أجهزة رؤية.
• رفع مستوى الحماية.

## الهيكل
الهيكل مصنوع من الفولاذ عالي القساوة بحيث يوفر حماية ضد الأسلحة الخفيفة(7,62 مم) في جميع الاتجاهات، كما صمم بطريقة انسيابية وبزوايا لزيادة مستوى الحماية.

### الأبواب
العربة مزودة بأبواب في الجانبين والخلف إضافة إلى فتحة البرج في أعلى العربة جميعها مزودة بنظام قفل محكم.

### حلقة المنصب
زودت العربة بحلقة منصب تدور360 درجة، والمنصب قابل لتركيب أسلحه متعددة 7,62 ملم 12,7 ملم، ام كي19-40 ملم، مع حماية للرامي.

### الزجاج
العربة مزودة بزجاج مدرع في الأمام والجانبين يوفر نفس مستوى الحماية الذي يوفره الدرع .

### الحماية السفلية
تمت حماية خزان الوقود ضد نيران الأسلحة الرشاشة الخفيفة والقنابل اليدوية. كما يبدو في الصورة الأنوار التكتيكية

### غرفة المحرك
صممت غرفة المحرك والغطاء الخاص بها بحيث يمكن الوصول بسهولة للأجزاء التي تتطلب صيانة دورية، كما روعي في التصميم زيادة فتحات التهوية لضمان تبريد المحرك.

### منصة الرامي
زودت العربة بمنصة ذات ارتفاعات متعددة لتمكين الرامي من الحصول على الوضع المناسب أثناء الرماية.

### الإتصالات وجهاز الملاحة والكهرباء
تم تزويد العربة بجهاز اتصالات وجهاز تحديد المواقع GPS، إضافة إلى الكهرباء24 فولت.